# مونسانتو
مونسانتو (به انگلیسی: Monsanto) شرکت سهامی‌عام چندملیتی آمریکایی در زمینه مواد شیمیایی کشاورزی و زیست‌فناوری کشاورزی بود، که دفتر مرکزی آن در شهر کرو کور در ایالت میزوری قرار داشت.
شرکت مونسانتو، یکی از شرکت‌های پیشرو در حوزه مهندسی ژنتیک بود، همچنین یکی از بزرگترین تولیدکنندگان بذر و علف‌کش در جهان محسوب می‌شد. این شرکت در سال ۱۹۰۱ توسط جان فرانسیس کوئینی تأسیس شد و از دهه ۱۹۴۰ به جمع تولیدکنندگان عمده پلاستیک، شامل انواع یونولیت و الیاف مصنوعی پیوست.
شرکت مونسانتو به عنوان یک شرکت شیمیایی، به دست‌آوردهای قابل‌توجهی دست یافت. به عنوان نمونه این شرکت، نخستین تولیدکننده انبوه ال‌ئی‌دی در جهان بود. مونسانتو در طول دوران فعالیت خود، چندین بار اقدام به تولید محصولات جنجالی نمود، که از جمله آن‌ها می‌توان به ددت، پی‌سی‌بی و عامل نارنجی اشاره کرد.
در سال ۲۰۱۶ بایر آگ اعلام کرد که خواهان خرید مونسانتو درازای ۶۳ میلیارد دلار است که پس از موافقت دولت ایالات‌متحده آمریکا و اتحادیه اروپا در هفتم ژوئن ۲۰۱۸ این شرکت منحل گشت و واحدهای تولیدی و پژوهشی آن جزئی از بایر گردید.
در تاریخ ۱۰ اوت ۲۰۱۸ دادگاهی در سان‌فرانسیسکو ابرشرکت بایر را به جرم فروش سموم حاوی گلیفوسات، محکوم به پرداخت ۲۹۰ میلیون دلار به لی جانسون باغبان مبتلا به سرطان کرد.